# Sigma de l'Escorpió
Sigma de l'Escorpió (σ Scorpii) és un sistema estel·lar múltiple de la constel·lació de l'Escorpió, situat a prop de la supergegant vermella Antares, d'una magnitud aparent combinada de +2,88, la qual cosa el converteix en un dels membres més brillants de la constel·lació. Segons les mesures de paral·laxi dutes a terme durant la missió Hipparcos, la distància a Alniyat és d'uns 696 anys llum (214 parsecs).
El sistema consisteix en una binària espectroscòpica de components designats Sigma de l'Escorpió Aa1 (oficialment anomenat Alniyat, el nom tradicional del sistema estel·lar sencer) i Aa2; un tercer component (designat Sigma de l'Escorpió Ab) a 0.4 arcsegons del parell espectroscòpic, i un quart component (Sigma de l'Escorpió B) a uns 20 arcsegons.
El nom del component principal Aa1 ve de l'àrab النياط an-niyāţ, que significa «les artèries» (de l'escorpió), en referència als dos estels que flanquegen Antares (α Scorpii), el cor de l'escorpió: Alniyat (σ Scorpii Aa1) i Paikauhale (τ Scorpii). Originalment el nom Alniyat designava la parella σ Scorpii i τ Scorpii.